# Chemin de fer de Nauru
Le chemin de fer de Nauru est une voie ferrée située à Nauru et formant l'intégralité du réseau ferré de ce pays et l'un des constituants du réseau de transport à Nauru. Elle est constituée d'une unique ligne à voie étroite de 3,9 kilomètres de long et uniquement destinée au transport du fret, plus précisément du minerai de phosphate. Sa construction a joué un rôle important dans l'exploitation de ce minerai qui a été l'unique ressource de Nauru durant tout le XXe siècle jusqu'à son quasi épuisement au début du XXIe siècle.

## Présentation

Parcours de la ligne de chemin de fer de Nauru.

La ligne de chemin de fer relie le stock de minerai de phosphate, situé sur le plateau central de Nauru, aux usines de traitement de ce minerai sur la côte. Le tracé décrit une courbe du district d'Anibare jusqu'à celui d'Aiwo en passant par ceux d'Uaboe, de Nibok, de Denigomodu et de Buada. Il contourne ainsi la dépression de la lagune Buada par le nord et l'ouest et le Command Ridge par l'est et le sud.
Le minerai, chargé dans les wagons au niveau de la zone de stockage sur le plateau, était acheminé jusqu'à l'usine où il était retraité puis, une fois transformé en phosphate, transbordé sur des phosphatiers par des bandes transporteuses qui accèdent au large grâce à des structures cantilevers afin d'être exporté.

## Histoire

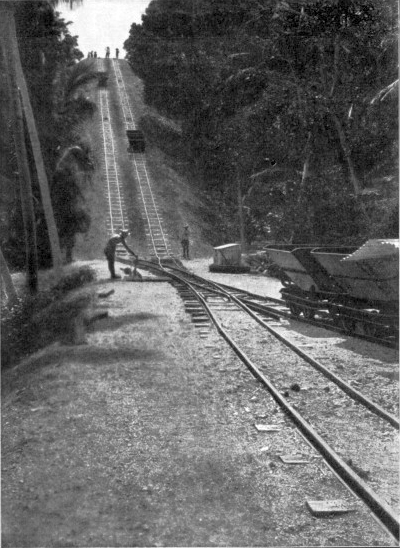
Chemin de fer de la mine de phosphate en 1908.

Cette ligne est construite par des ingénieurs allemands alors que Nauru fait partie de l'empire colonial allemand. Elle est mise en service par la Pacific Phosphate Company en 1907 à la suite du début de l'exploitation du phosphate découvert en 1901. Elle est initialement conçue avec un écartement de 610 millimètres. La traction des wagons est assurée par des locomotives à vapeur : trois de type 0‑4‑0WT Krauss puis trois autres fournies en 1908 par Orenstein & Koppel,.
En 1920, après la Première Guerre mondiale, la British Phosphate Commission prend le contrôle de l'exploitation du phosphate de Nauru ainsi que celui de la voie de chemin de fer. Cette compagnie modifie l'écartement des rails qui passe à 914 millimètres. Elle renouvèle le matériel roulant en achetant en 1945 deux locomotives australiennes ayant précédemment servi à tracter les tramways de la bourgade de Powelltown près de Melbourne. L'une d'entre elles, la Little Yarra, se révèle vite inadaptée et est remisée tandis que l'autre, la Powellite, assure le service jusqu'en 1956 date à laquelle la traction est assurée par des locomotives diesel Clyde,. Lors de l'indépendance de Nauru en 1968, la ligne passe aux mains de la Nauru Phosphate Corporation.
En 1995, le trafic cesse définitivement tandis que les réserves de phosphate diminuent progressivement.